# Nematanthus radicans
Nematanthus radicans là một loài thực vật có hoa trong họ Tai voi. Loài này được (Klotzsch & Hanst.) H.E. Moore mô tả khoa học đầu tiên năm 1973.